# 33-я гвардейская стрелковая дивизия
33-я гвардейская стрелковая Севастопольская ордена Суворова дивизия — воинское формирование (соединение, стрелковая дивизия) РККА в Великой Отечественной войне.
Условное наименование — войсковая часть полевая почта (в/ч пп) № 19605.
Сокращённое наименование — 33 гв. сд.

## История формирования
3-й воздушно-десантный корпус находившийся на Тамани, приказом Ставки Верховного Главного Командования № 994001 от 17 мая 1942 года, был реорганизован в 33-ю гвардейскую стрелковую дивизию. Директивой Главупраформа № Орг/2/2031 от 18 мая 1942 года была присвоена нумерация частям дивизии, воздушно-десантные бригады были переформированы в гвардейские стрелковые полки: 5-я — в 84-й, 6-я — в 88-й, 212-я — в 91-й. Кроме того, в состав дивизии вошли: 59-й гвардейский артиллерийский полк (сформирован из 596-го лёгкого артиллерийского полка), прибывший из Усть-Лабинска, 31-й гвардейский отдельный истребительно-противотанковый дивизион, 35-я гвардейская зенитно-артиллерийская батарея, 21-й гвардейский миномётный дивизион и другие. Дивизия формировалась по штату № 4/200 от 18 марта 1942 года штатной численностью 13834 человек.
К 25 мая дивизия закончила реорганизацию и директивой ставки ВГК № 170422 от 29 мая 1942 года была включена в состав 47-й армии Северо-Кавказского фронта.
Директивой ставки ВГК № 170430 от 2 июня 1942 года дивизия была отправлена в состав 7-й резервной армии резерва ставки ВГК Сталинградского фронта в город Калач-на-Дону, где до июля проводила доформирование и обучение личного состава.
По состоянию на 8 июля 1942 года дивизия имела в своём составе: 11467 человек; 1898 лошадей; 8 легковых и 60 грузовых автомобилей; 34 трактора; 9134 винтовки; 997 ППД и ППШ; 217 ручных, 19 станковых и 9 крупнокалиберных пулемётов; 279 противотанковых ружей; 12 — 122-мм гаубиц; 32 — 76-мм пушки; 30 — 45-мм пушки; 18 — 120-мм, 96 — 82-мм и 108 — 50-мм миномёта.

## Участие в боевых действиях
Период вхождения в действующую армию: 30 мая 1942 года — 6 июня 1942 года, 12 июля 1942 года — 21 сентября 1942 года, 15 декабря 1942 года — 19 мая 1944 года, 8 июля 1944 года — 9 мая 1945 года.
Бои в большой излучине Дона
В июле 1942 года дивизия, как часть 62-й армии, была направлена в Большую излучину Дона для противодействия наступающим частям 6-й армии вермахта, продвигавшимися к Калачу-на-Дону. 12 июля 1942 года дивизия переправилась через Дон и, совершив марш-бросок, заняла оборону от хутора Калмыковский до хутора Киселев Суровикинского района. 23 июля противник прорвал советскую оборону, части дивизии вместе с частями 192-й и 184-й стрелковых дивизий попали в окружение. Штабы 192-й и 194-й дивизий были разгромлены, многие командиры погибли (в том числе командир 192-й сд), радиосвязь со штабом 62-й армии прервалась. Для восстановления управления в расположение окруженной группировки был переброшен на самолёте начальник оперативного управления 62-й армии полк. К. А. Журавлёв. Окруженная группировка («группа Журавлёва») включала семь стрелковых полков и 40-ю танковую бригаду). Выйти с боями из окружения удалось лишь части окруженных численностью до 5 тыс. человек.
Спецкор Константин Симонов газеты «Красная Звезда» вместе с её редактором Ортенбергом Д. И., побывавшие на митинге дивизии после её боёв под Сталинградом, написали статью о 33-й гвардейской стрелковой дивизии под названием «Законы Советской гвардии», опубликованную в номере 232 (5296) от 2 октября 1942 года.

## Послевоенная история
В августе 1945 года дивизия в составе 11-го гвардейского стрелкового корпуса начала передислокацию из Восточной Пруссии в Московский военный округ. Штаб дивизии располагался в городе Ржев.
Летом 1946 года 33-я гвардейская стрелковая Севастопольская ордена Суворова дивизия была переформирована в 8-ю отдельную гвардейскую стрелковую Севастопольскую ордена Суворова бригаду, которая в марте 1947 года была расформирована.

## Состав дивизии
- 84-й гвардейский стрелковый полк,
- 88-й гвардейский стрелковый полк,
- 91-й гвардейский стрелковый полк,
- 59-й гвардейский артиллерийский полк,
- 31-й отдельный гвардейский истребительно-противотанковый дивизион,
- 21-й (17-й) гвардейский миномётный дивизион (до 20.10.1942),
- 35-я отдельная гвардейская зенитная артиллерийская батарея (до 25.4.1943),
- 21-я гвардейская разведывательная рота,
- 40-й гвардейский сапёрный батальон,
- 45-й отдельный гвардейский батальон связи,
- 37-й медико-санитарный батальон,
- 35-я отдельная гвардейская рота химической защиты,
- 42-я автотранспортная рота[8],
- 32-я полевая хлебопекарня,
- 22-й дивизионный ветеринарный лазарет,
- 1916-я полевая почтовая станция,
- 146-я полевая касса Госбанка[5]

## Подчинение
| Подчинение      | Подчинение              | Подчинение            | Подчинение                         | Подчинение |
| Дата            | Фронт (округ)           | Армия                 | Корпус                             |            |
| --------------- | ----------------------- | --------------------- | ---------------------------------- | ---------- |
| 01.06.1942 года | Северо-Кавказский фронт | 47-я армия            | -                                  |            |
| 01.07.1942 года | Резерв ставки ВГК       | 7-я резервная армия   | -                                  |            |
| 01.08.1942 года | Сталинградский фронт    | 62-я армия            | -                                  |            |
| 01.09.1942 года | Юго-Восточный фронт     | 62-я армия            | -                                  |            |
| 01.10.1942 года | Резерв ставки ВГК       | 1-я резервная армия   | -                                  |            |
| 01.11.1942 года | Резерв ставки ВГК       | 1-я резервная армия   | 1-й гвардейский стрелковый корпус  |            |
| 01.12.1942 года | Резерв ставки ВГК       | 2-я гвардейская армия | 1-й гвардейский стрелковый корпус  |            |
| 01.01.1943 года | Южный фронт             | 2-я гвардейская армия | 1-й гвардейский стрелковый корпус  |            |
| 01.02.1943 года | Южный фронт             | 2-я гвардейская армия | 1-й гвардейский стрелковый корпус  |            |
| 01.03.1943 года | Южный фронт             | 2-я гвардейская армия | 1-й гвардейский стрелковый корпус  |            |
| 01.04.1943 года | Южный фронт             | 2-я гвардейская армия | 1-й гвардейский стрелковый корпус  |            |
| 01.05.1943 года | Южный фронт             | 2-я гвардейская армия | 1-й гвардейский стрелковый корпус  |            |
| 01.06.1943 года | Южный фронт             | 2-я гвардейская армия | 1-й гвардейский стрелковый корпус  |            |
| 01.07.1943 года | Южный фронт             | 2-я гвардейская армия | 1-й гвардейский стрелковый корпус  |            |
| 01.08.1943 года | Южный фронт             | 2-я гвардейская армия | 1-й гвардейский стрелковый корпус  |            |
| 01.09.1943 года | Южный фронт             | 2-я гвардейская армия | 1-й гвардейский стрелковый корпус  |            |
| 01.10.1943 года | Южный фронт             | 2-я гвардейская армия | 1-й гвардейский стрелковый корпус  |            |
| 01.11.1943 года | 4-й Украинский фронт    | 2-я гвардейская армия | 1-й гвардейский стрелковый корпус  |            |
| 01.12.1943 года | 4-й Украинский фронт    | 2-я гвардейская армия | 1-й гвардейский стрелковый корпус  |            |
| 01.01.1944 года | 4-й Украинский фронт    | 2-я гвардейская армия | 1-й гвардейский стрелковый корпус  |            |
| 01.02.1944 года | 4-й Украинский фронт    | 2-я гвардейская армия | 1-й гвардейский стрелковый корпус  |            |
| 01.03.1944 года | 4-й Украинский фронт    | 2-я гвардейская армия | 1-й гвардейский стрелковый корпус  |            |
| 01.04.1944 года | 4-й Украинский фронт    | 2-я гвардейская армия | 1-й гвардейский стрелковый корпус  |            |
| 01.05.1944 года | 4-й Украинский фронт    | 2-я гвардейская армия | 55-й стрелковый корпус             |            |
| 01.06.1944 года | Резерв ставки ВГК       | 2-я гвардейская армия | 11-й гвардейский стрелковый корпус |            |
| 01.07.1944 года | Резерв ставки ВГК       | 2-я гвардейская армия | 11-й гвардейский стрелковый корпус |            |
| 01.08.1944 года | 1-й Прибалтийский фронт | 2-я гвардейская армия | 11-й гвардейский стрелковый корпус |            |
| 01.09.1944 года | 1-й Прибалтийский фронт | 2-я гвардейская армия | 11-й гвардейский стрелковый корпус |            |
| 01.10.1944 года | 1-й Прибалтийский фронт | 2-я гвардейская армия | 11-й гвардейский стрелковый корпус |            |
| 01.11.1944 года | 1-й Прибалтийский фронт | 2-я гвардейская армия | 11-й гвардейский стрелковый корпус |            |
| 01.12.1944 года | 1-й Прибалтийский фронт | 2-я гвардейская армия | 11-й гвардейский стрелковый корпус |            |
| 01.01.1945 года | 3-й Белорусский фронт   | 2-я гвардейская армия | 11-й гвардейский стрелковый корпус |            |
| 01.02.1945 года | 3-й Белорусский фронт   | 39-я армия            | 13-й гвардейский стрелковый корпус |            |
| 01.03.1945 года | 3-й Белорусский фронт   | 43-я армия            | 13-й гвардейский стрелковый корпус |            |
| 01.04.1945 года | 3-й Белорусский фронт   | 43-я армия            | 13-й гвардейский стрелковый корпус |            |
| 01.05.1945 года | 3-й Белорусский фронт   | 2-я гвардейская армия | 13-й гвардейский стрелковый корпус |            |

## Отличившиеся воины
11 воинов бригады были удостоены звания Героя Советского Союза, а 32 стали полными кавалерами ордена Славы:
|  | Болото Пётр Осипович            | первый номер расчёта ПТР 84-го гвардейского стрелкового полка;                             | гвардии | 05.11.1942                       | |
|  | Валиев Леонид Геонаевич         | командир отделения 1-й стрелковой роты 91-го гвардейского стрелкового полка                | гвардии | 16.05.1944                       | погиб 18 апреля 1944 года в Крыму |
|  | Герасимчук Давид Иванович       | командир 88-го гвардейского стрелкового полка                                              | гвардии | 29.06.1945                       | |
|  | Епанчин Александр Дмитриевич    | командир 91-го гвардейского стрелкового полка                                              | гвардии | 17.04.1943                       | |
|  | Казак Дмитрий Васильевич        | командир 88-го гвардейского стрелкового полка                                              | гвардии | 17.04.1943                       | умер от ран 19 сентября 1943 года в Донецке |
|  | Колесников Сидор Иванович       | стрелок 88-го гвардейского стрелкового полка                                               | гвардии | 19.04.1945                       | |
|  | Кузнецов Анатолий Семёнович     | помощник командира взвода 84-го гвардейского стрелкового полка                             | гвардии | 29.06.1945                       | |
|  | Литвинов Прокофий Лукич         | стрелок 84-го гвардейского стрелкового полка                                               | гвардии | 24.03.1945                       | 18 августа 1944 года бросился с гранатой под один из наступавших танков «Тигр», уничтожив его ценой своей жизни                                                                              |
|  | Мишин Иван Константинович       | помощник командира взвода 84-го гвардейского стрелкового полка                             | гвардии | 29.04.1945                       | пропал без вести в апреле 1945 года |
|  | Могильный Михаил Павлович       | командир отделения 3-й пулемётной роты 84-го гвардейского стрелкового полка                | гвардии | 24.03.1945                       | погиб 11 октября 1944 года неподалеку от города Шилуте |
|  | Тимошенко Владимир Иванович     | командир 84-го гвардейского стрелкового полка                                              | гвардии | 29.06.1945                       | |
|  | Бугримов Сидор Савельевич       | наводчик батареи 76-мм пушек 91-го гвардейского стрелкового полка                          | гвардии | 19.05.1944 01.12.1944 19.04.1945 | |
|  | Буцкий Василий Лазаревич        | разведчик взвода пешей разведки 91-го гвардейского стрелкового полка                       | гвардии | 15.05.1944 12.03.1945 19.04.1945 | |
|  | Гоглов Александр Фёдорович      | командир отделения автоматной роты 91-го гвардейского стрелкового полка                    | гвардии | 02.11.1944 18.01.1945 19.04.1945 | |
|  | Грищенко Тимофей Иванович       | помощник командира взвода 2-й стрелковой роты 84-го гвардейского стрелкового полка         | гвардии | 20.05.1944 30.10.1944 19.04.1945 | |
|  | Гуржий Фёдор Павлович           | наводчик батареи 76-мм пушек 91-го гвардейского стрелкового полка                          | гвардии | 14.05.1944 01.12.1944 19.04.1945 | |
|  | Дергачёв Владимир Алексеевич    | наводчик батареи 76-мм пушек 88-го гвардейского стрелкового полка                          | гвардии | 26.05.1944 12.09.1944 19.04.1945 | умер от ран 13 февраля 1945 года в ХППГ № 569 |
|  | Иноземцев Михаил Иванович       | заряжающий батареи 122-мм миномётов 88-го гвардейского стрелкового полка                   | гвардии | 26.05.1944 28.10.1944 19.04.1945 | |
|  | Казанцев Василий Александрович  | командир отделения сапёрного взвода 84-го гвардейского стрелкового полка                   | гвардии | 15.05.1944 12.09.1944 24.03.1945 | |
|  | Кныш Яков Антонович             | помощник командира взвода 21-й отдельной разведывательной роты                             | гвардии | 21.04.1944 03.06.1944 24.03.1945 | |
|  | Коваленко Григорий Иванович     | старшина 7-й стрелковой роты роты 91-го гвардейского стрелкового полка                     | гвардии | 15.05.1944 18.11.1944 19.04.1945 | |
|  | Кульков Николай Иванович        | разведчик взвода пешей разведки 84-го гвардейского стрелкового полка                       | гвардии | 25.05.1944 12.09.1944 24.03.1945 | |
|  | Лайкин Яков Карпович            | разведчик взвода пешей разведки 91-го гвардейского стрелкового полка                       | гвардии | 18.01.1944 22.03.1945 19.04.1945 | |
|  | Майборода Леонид Тимофеевич     | разведчик взвода пешей разведки 88-го гвардейского стрелкового полка                       | гвардии | 17.08.1944 30.09.1944 19.04.1945 | |
|  | Мануйленко Григорий Иванович    | разведчик взвода пешей разведки 84-го гвардейского стрелкового полка                       | гвардии | 17.08.1944 30.10.1944 19.04.1945 | погиб в бою 8 апреля 1945 года в Восточной Пруссии |
|  | Науменко Василий Дмитриевич     | командир пулемётного расчёта 2-й пулемётной роты 91-го гвардейского стрелкового полка      | гвардии | 05.05.1944 03.06.1944 24.03.1945 | |
|  | Немков Василий Иванович         | стрелок 2-й стрелковой роты 88-го гвардейского стрелкового полка                           | гвардии | 27.08.1944 01.12.1944 19.04.1945 | |
|  | Неробов Александр Трофимович    | командир отделения 4-й стрелковой роты 88-го гвардейского стрелкового полка                | гвардии | 20.08.1944 12.12.1944 19.04.1945 | |
|  | Никитин Виктор Иванович         | сапёр сапёрного взвода 88-го гвардейского стрелкового полка                                | гвардии | 26.05.1944 21.09.1944 24.03.1945 | |
|  | Павлушков Николай Иванович      | командир миномётного расчёта 2-й миномётной роты 84-го гвардейского стрелкового полка      | гвардии | 30.05.1944 30.10.1944 19.04.1945 | |
|  | Плесовских Константин Антипович | замковый орудия батареи 45-мм пушек 88-го гвардейского стрелкового полка                   | гвардии | 26.05.1944 21.12.1944 19.04.1945 | |
|  | Попов Пётр Андриянович          | наводчик батареи 120-мм миномётов 88-го гвардейского стрелкового полка                     | гвардии | 05.09.1944 22.03.1945 24.12.1971 | 27 апреля 1945 года был повторно награждён орденом Славы II степени, указом ПВС СССР от 27 декабря 1971 года был перенаграждён орденом Славы I степени                                       |
|  | Рот Эдуард Никитович            | переводчик 2-го разряда 88-го гвардейского стрелкового полка                               | гвардии | 15.09.1944 22.03.1945 29.06.1945 | |
|  | Рубашкин Алексей Сергеевич      | автоматчик 1-й стрелковой роты 91-го гвардейского стрелкового полка                        | гвардии | 15.05.1944 12.12.1944 19.04.1945 | |
|  | Симоненко Павел Романович       | автоматчик автоматной роты 91-го гвардейского стрелкового полка                            | гвардии | 05.05.1944 03.06.1944 24.03.1945 | |
|  | Скоропад Павел Михайлович       | старшина 8-й роты 84-го гвардейского стрелкового полка                                     | гвардии | 17.05.1944 30.09.1944 19.04.1945 | |
|  | Солод Алексей Пудович           | разведчик взвода пешей разведки 88-го гвардейского стрелкового полка                       | гвардии | 28.04.1944 05.09.1944 23.09.1969 | 22 марта 1945 года был повторно награждён орденом Славы II степени, указом ПВС СССР от 23 сентября 1969 года перенаграждён орденом Славы I степени, участник Парада Победы 1945 и 1995 годов |
|  | Стерликов Николай Яковлевич     | помощник командира взвода 21-й отдельной разведывательной роты                             | гвардии | 11.06.1944 21.03.1945 29.06.1945 | |
|  | Ступаков Михаил Иванович        | командир миномётного расчёта 2-й миномётной роты 88-го гвардейского стрелкового полка      | гвардии | 30.08.1944 26.11.1944 29.06.1945 | |
|  | Суроушкин Николай Григорьевич   | заряжающий миномётной батареи 122-мм миномётов 88-го гвардейского стрелкового полка        | гвардии | 25.05.1944 28.10.1944 19.04.1945 | |
|  | Сушилкин Константин Фёдорович   | командир орудия батареи 45-мм пушек 88-го гвардейского стрелкового полка                   | гвардии | 19.05.1944 28.10.1944 19.04.1945 | |
|  | Тугов Пётр Иванович             | командир миномётного расчёта батареи 122-мм миномётов 88-го гвардейского стрелкового полка | гвардии | 25.05.1944 30.09.1944 24.03.1945 | |
|  | Худяков Александр Георгиевич    | наводчик орудия батареи 76-мм пушек 91-го гвардейского стрелкового полка                   | гвардии | 14.05.1944 01.12.1944 19.04.1945 | погиб в бою 30 января 1945 года в Восточной Пруссии |

## Награды и почётные наименования
| Награда (наименование)                  | Дата | За что награждена |
| --------------------------------------- | --- | --- |
| Почётное звание «Гвардейская»           | присвоено приказом Ставки Верховного Главного Командования № 994001 от 17 мая 1942 года                                         | при преобразовании 3-го воздушно-десантного корпуса в 33-ю гвардейскую стрелковую дивизию                                                                             |
| Почётное наименование «Севастопольская» | присвоено приказом Верховного главнокомандующего № 0136 от 24 мая 1944 года, на основании приказа ВГК № 111 от 10 мая 1944 года | в ознаменование одержанной победы и отличия в боях за освобождение города Севастополь                                                                                 |
| Орден Суворова II степени               | награждена указом Президиума Верховного Совета СССР от 17 мая 1945 года                                                         | за образцовое выполнение заданий командования в боях с немецкими захватчиками при овладении городом и крепостью Кёнигсберг и проявленные при этом доблесть и мужество |

## Командование дивизии

### Командиры
- Афанасьев, Фёдор Александрович (18.05.1942 — 15.08.1942), гвардии полковник;
- Утвенко, Александр Иванович (16.08.1942 — 17.04.1943), гвардии полковник, гвардии генерал-майор;
- Казак, Дмитрий Васильевич (18.04.1943 — 01.05.1943), гвардии подполковник (ВРИД)[15]
- Селивёрстов, Николай Иванович (01.05.1943 — 30.07.1943), гвардии генерал-майор (умер от ран 30.07.1943);
- Кузенков, Митрофан Афанасьевич (02.08.1943 — 13.08.1943), гвардии подполковник;
- Макаров, Дмитрий Васильевич (14.08.1943 — 16.09.1943), гвардии полковник;
- Угрюмов, Николай Степанович (17.09.1943 — 15.04.1944), гвардии полковник (ранен 15.04.1944);
- Михайловский, Олег Владимирович (15.04.1944 — 16.04.1944), гвардии подполковник (ВРИД);
- Волосатых, Павел Михайлович (16.04.1944 — 29.08.1944), гвардии полковник, гвардии генерал-майор;
- Введенский, Константин Владимирович (30.08.1944 — 07.12.1944), гвардии генерал-майор (выбыл в госпиталь[16]);
- Михайловский Олег Владимирович (07.12.1944), гвардии подполковник (ВРИД);
- Глонти, Михаил Варламович (08.12.1944 — 02.01.1945), гвардии полковник;
- Краснов Николай Иванович (03.01.1945 — 17.04.1945), гвардии полковник;
- Новиков, Иван Миронович (19.04.1945 — 07.1946), гвардии полковник[17][18]

### Заместители командира дивизии по строевой части
- Барладян Григорий Петрович (1943—1943), гвардии подполковник;
- Пекарев Фёдор Иванович (17.11.1943 — 31.07.1944), гвардии полковник (убит 31.07.1944);
- Александров Сергей Иванович (08.1944 —), гвардии полковник;
- Капустин Сергей Фёдорович (04.1945 —), гвардии подполковник

### Военные комиссары (с 9.10.1942 заместители командира дивизии по политической части)
- Сегида Александр Тимофеевич (18.05.1942 — 25.07.1942), гвардии полковой комиссар;
- Грищенко Андрей Прохорович (25.07.1942 — 16.09.1942), гвардии полковой комиссар;
- Расников Николай Иванович (19.10.1942 — 16.06.1943), гвардии полковой комиссар, с 20.12.1942 гвардии полковник;
- Матвиенко Григорий Алексеевич (16.06.1943 — 10.05.1944), гвардии подполковник, с 10.08.1943 гвардии полковник;
- Домников Вениамин Митрофанович (10.05.1944 — 18.06.1946), гвардии подполковник[19]

### Начальники штаба дивизии
- Александров Дмитрий Николаевич (1943—1944), гвардии полковник;
- Михайловский Олег Владимирович (1944 —), гвардии подполковник

## Память
- В одном из залов Государственного музея обороны Волгограда расположена диорама «Стойкость, победившая смерть», художник Ю. Ф. Усыпенко положил в основу картины подвиг четырёх бронебойщиков: П. О. Болото, П. Самойлова, И. П. Алейникова, К. Ф. Беликова и батареи 76-мм пушек младшего лейтенанта М. Серого из 33-й гвардейской стрелковой дивизии.